# (7322) Lavrentina
(7322) Lavrentina est un astéroïde de la ceinture principale.

## Description
(7322) Lavrentina est un astéroïde de la ceinture principale. Il fut découvert le 22 septembre 1979 à Naoutchnyï par Nikolaï Tchernykh. Il présente une orbite caractérisée par un demi-grand axe de 3,20 UA, une excentricité de 0,11 et une inclinaison de 16,0° par rapport à l'écliptique.

## Compléments